# Pedro Moya de Contreras
Pedro Moya de Contreras (Pedroche, c. 1527-Madrid, 21 de diciembre de 1591) fue un eclesiástico católico español. Fue el sexto virrey de la Nueva España y el fundador del Tribunal de la Fe en la Nueva España.[cita requerida]

## Biografía
Pedro nació hacia 1527, en el actual municipio español de Pedroche.
Cursó estudios en la Universidad de Salamanca, doctorándose en derecho canónico y civil. 
Después fue maestrescuela en la escuela catedralicia de las islas Canarias e inquisidor en Murcia. 
Felipe II, con la finalidad de conservar la fe y la ortodoxia de agentes internos y externos, estableció, por Real Cédula del 16 de agosto de 1570, el Tribunal del Santo Oficio en la Nueva España. Fue nombrado inquisidor y le fueron entregadas las instrucciones para cumplir con su cometido el 18 de agosto de 1570 por el inquisidor Diego de Espinosa. 
El Tribunal de la Fe se instaló el 4 de noviembre de 1570 en la Ciudad de México. Ocupó el cargo de 1570 a 1574. 
Fue ordenado sacerdote en México. En 1571 ofició su primera misa.

### Episcopado
El 15 de septiembre de 1572, el papa Gregorio XIII lo nombró arzobispo de México, a la muerte del arzobispo Alonso de Montúfar. Fue consagrado el 21 de noviembre de 1573, a manos del obispo Antonio Ruíz.
Fue nombrado virrey de Nueva España, cargo que ocupó desde el 25 de septiembre de 1584 hasta el 16 de octubre de 1585.

### Visitador real
En 1583, su predecesor como virrey, Lorenzo Suárez de Mendoza, cuarto conde de La Coruña, pidió al rey Felipe II nombrar a un visitador especial (el inspector real) para ayudar a resolver un conflicto entre el virrey y la Audiencia. 
Felipe II nombró a Moya, entonces arzobispo de México, como visitador Real. 
El recién nombrado, mediante sus investigaciones, encontró una corrupción generalizada y envió las acusaciones contra oidores corruptos y otros funcionarios del Virreinato al rey. 
En su informe al rey, elogió a aquellos funcionarios que habían cumplido con sus obligaciones y pidió castigos para los otros. 
Cumplió las órdenes del Rey: encarceló a jueces y autoridades corruptas, destituyó a los venales y sembró el pánico entre los que vivían burlándose de la ley y la justicia.
Quitó el empleo a los oidores que habían abusado de su puesto y castigó, en algunos casos con la horca, a los empleados infieles. Como virrey, remitió a la Corona sumas más considerables que ninguno de sus antecesores. 
Trabajó en beneficio de la población indígena, creando un seminario expreso para ellos. 
Realizó el primer auto de fe en la Nueva España el 28 de febrero de 1574; en el auto, entre blasfemos y herejes, destacaron las figuras de los piratas de la flota del pirata inglés John Hawkins, quienes habían sido abandonados por sus compañeros en la costa de Veracruz después de sufrir daños en sus naves por el mal clima. 
Convocó el Tercer Concilio Provincial Mexicano, el cual inició sus actividades en 1585 en su sede; en él se decretó la abolición de la esclavitud de los indios. Sus disposiciones estuvieron vigentes por más de trescientos años.

## Fallecimiento
En 1589, retornó a España y fue nombrado presidente del Real y Supremo Consejo de Indias. 
Tras fallecer, debido a su situación de pobreza, el rey Felipe II tuvo que mandar pagar sus funerales y sus deudas. Su cuerpo fue enterrado en la Iglesia Parroquial de Santiago, en Madrid.